# 蒙城路
蒙城路，是中国安徽省合肥市的一条南北干道，得名自蒙城县，北起长丰县北城新区五湖大道，南至庐阳区安徽省博物馆老馆东侧，北二环路以北称蒙城北路，已建成全长约23.6公里，合肥轨道交通5号线的北二环站至三孝口站即铺设于此路之下。

## 轨道交通
- █ 5号线（在建）：北五里井⇄海棠⇄白水坝⇄杏花公园
- █ 8号线（在建）